# ♪鳥くん
♪鳥くん（とりくん）は、日本の男性タレント、ソングライター、歌手、鳥類愛好家。本名非公開。著作執筆及び楽曲執筆時は永井真人（ながい まさと）を使用。

## 来歴
自称、日本初のプロバードウォッチャー。鳥の魅力を一人でも多くの人に伝えたいと活動をしている。バードウォッチングツアーガイド、図鑑執筆、講演など、野鳥にまつわるさまざまな活動を行っている。ライフワークは、鳥カフェ巡り。「♪鳥くん帽子」にトレードマークのサングラスをかけて登場。千葉県我孫子市「鳥の大使｣、山梨大学非常勤講師を務める。
1998年から2004年まで作曲家としてジャニーズJr.などに楽曲を提供。2000年から2003年までは永井真人の名義でアニメソング歌手。2004年から2008年まで、さかなクン、琉球サンゴくんと共に、アナン・インターナショナルに所属、トリオで活動。2015年6月、千葉県市川市東浜地先の東京湾で発生した水難事故において救難活動を行い、後日市川市消防局から感謝状が贈られた。

## 図鑑出版を巡るトラブル
2017年7月30日、鳥くんが、自身初の著書となる「カモメ観察ノート」（文一総合出版、2006年出版）が完売したことを自身のfacebookで報告し、同時に本書を出版するにあたり紆余曲折があったことを告白した。鳥くんによれば、本書はもともと日本野鳥の会オホーツク支部の知人と共著で出版予定であった。しかし、急遽、その知人から著者として参加するのではなく撮影した写真を買い取るよう要求され、予算的に難しいことを伝えると、その知人は本書との関わりを辞退した。図鑑の写真はその知人からの提供を頼りにしていたため、鳥くん自身がカモメの写真を撮影するため世界各地に行くことを余儀なくされた。さらに図鑑出版後、その知人から本書の不買運動が始まり、不買要望書類が全国に送付され、本書のアドバイザーとして参加していた鳥類画家・氏原道昭も不買運動に参加したとしている。
これに対し、実名を挙げられた氏原は同日、自身のTwitterにて「こちらもそれなりに気を使って十数年我慢して黙っていたことを何らかの形で書かざるを得なくなった。」と反応。翌31日、氏原は自身のFacebookにて、鳥くんと関わるようになったきっかけや、本書の出版にいたる経緯について詳細に報告した。
氏原によれば、鳥くんとの関わりは2003年3月頃に自宅にメールが届いたことが最初であり、その後、カモメに関する質問メールが大量に送られてくるようになった。既にカモメ図鑑の著作がある氏原は、当時の鳥くんを「熱心な読者の一人」「ほぼ初心者」として捉えており、あくまで読者サービスの一環として、質問に丁寧に返信していた。そのような折、突然、文一総合出版から大量のゲラ刷りが届き、鳥くんが出版するカモメ図鑑の校閲依頼が添えられていた。鳥くんが図鑑を出すことを知らされていなかった氏原は、「カモメに興味を持ってから僅か数年の人に図鑑を出させるという無謀としか思えない企画にびっくり仰天。」と当時の心境を語っている。また、届いたゲラには間違いや不適切な記述が多く、適切な部分に関しても今後の自著の改訂版等に盛り込みたいと思っている内容も多く含まれていたことから、「単に自著の読者からの質問メールへの返信を続けていたつもりが、知らぬ間によくわからない“図鑑風印刷物”の制作にボランティアで協力させられていた」と極めて不愉快になったとしている。氏原は本書の出版中止、あるいは別の本にするように出版社に依頼するも、担当編集者より「今更中止にはできない」という趣旨の返事があり、さらに「氏原さんも共著に入ってもらえないか」という失礼な提案があったとしている。しかし、自身が間接的とはいえ関わったものが何の手直しもなく世に出てしまうことに耐えられなかったため、「共著」ではなく「アドバイザー」として参加することで折り合うことになった。
校正作業は予想通り難航を極め、指摘した問題は190箇所を超え、スケジュールも大幅に遅れることになった。しかし、鳥くんはこの遅れた期間を利用し、全世界にカモメを撮影を敢行し、校正を終えた原稿にさらにこれらの写真を大量に追加するという行為に及んだ。氏原はこのような行為を許している文一総合出版の編集者に抗議し、これ以上はこの本に関われないとして、「後から追加されたページについては私は関知していません」という一文を前書きに加えさせてもらうことで、この本との関わりを終わらせたとしている。
鳥くんの言う「不買運動」というのは、重油に汚染されたカモメ類（油曝個体）の写真を「かさぶた」と誤って紹介をし、根拠もなく「これくらいならだいじょうぶ！」と書いていることを問題視した方々による抗議活動等を指しているとし、記述が不適切なのは明らかなため、その点に同意する発言を当時行ったとしている。しかし、鳥くんの言う「不買要望書類のようなもの」見たことはなく、送付に関わっていないとして、不買運動に加わったという鳥くんの発言は虚偽だとしている。
氏原は本書について「内容のまずさのみならず、出版までの進め方からして滅茶苦茶だったのであり、私だけでなく多くの人に快く歓迎されなかったのにはそれ相応の理由がある」とし、鳥くんとは今後「一切の関わりを持つ意志はない」としている。氏原はこの声明の前後、鳥くんからTwitterでブロックされたことを報告。鳥くんからは現在に至るまで本声明に対して反論は出されていない。

## 著書
♪鳥くん/永井真人
- 『カモメ観察ノート』文一総合出版、2006年4月。ISBN 4-8299-0169-1。
- 『バードウォッチングの楽しみ方』枻出版社〈趣味の教科書〉、2009年8月27日。ISBN 978-4-7779-1450-0。
- 『東京近郊 野鳥撮影地ガイド』山と渓谷社、2013年11月15日。ISBN 978-4635446273。
- 『鳥ビア』アスペクト出版、2014年6月26日。ISBN 978-4-7572-2302-8。
- 『とりカフェ散歩』イーフェニックス、2016年2月28日。ISBN 978-4-908112-14-0。
- 『鳥の正面顔』玄光社、2016年11月30日。ISBN 978-4-7683-0782-3。
- 『鳥くんの比べて識別! 野鳥図鑑670』（第2版）文一総合出版、2016年12月17日。ISBN 978-4-8299-7210-6。
- 『鳥さんぽをはじめよう』主婦の友社、2017年10月27日。ISBN 978-4-0742-5254-1。
- 『かわいいふくろう』エムディエヌコーポレーション発行、インプレス発売、2017年12月21日。ISBN 978-4-8443-6727-7。
- 『バードウォッチング＆野鳥撮影スキルアップのコツ115 鳥説』主婦の友社、2018年10月24日。ISBN 978-4-0743-4112-2。

共著
- さかなクン『環境省・環のくらし応援団 さかなクン、♪鳥くん、琉球サンゴくんの地球の環』徳間書店、2005年6月17日。ISBN 978-4198620240。
- 永井凱巳『見たくなる! 日本の野鳥420』主婦の友社、2019年10月30日。ISBN 978-4-0743-8713-7。

写真提供書籍
- 『ぬりえ図鑑 美しい鳥』さいとうあさこ (イラスト)、玄光社〈玄光社MOOK〉、2016年5月13日。ISBN 9784768307168。
- 平野伸明『身近な鳥の図鑑』ポプラ社、2009年4月。ISBN 978-4591107676。
- 小宮輝之（監修） 編『鳥』（増補改訂版）学研〈ニューワイド学研の図鑑〉、2009年11月5日。ISBN 978-4052031281。
- 井上忠佳『工夫とアイデアでのりきる がんばらないガーデニング』誠文堂新光社、2012年3月22日。ISBN 978-4416312063。
- 鎌田浩毅『まるごと観察 富士山: 壮大な火山地形から空、生き物まで世界遺産を知る』誠文堂新光社〈子供の科学★サイエンスブックス〉、2013年8月23日。ISBN 978-4416113707。
- 小原玲『シマエナガちゃん』講談社、2016年11月2日。ISBN 978-4062203401。「♪鳥くんのシマエナガ講座」と「シマエナガQ&A」が収録されている。

## 楽曲

### 本人
- 永井真人 WILD&DELICATES
  - 「PｰDOCTOR」（日本テレビ『「とりあえずイイ感じ。』）作詞・作曲・編曲
- 永井真人
  - 「Eじゃん -Do You Feel Like I Feel?」（アニメ『HUNTER×HUNTER』ED曲）作詞・作曲・編曲
  - 「蛍」（アニメ「HUNTER×HUNTER」ED曲）共作詞（w/角龍太郎）作曲・編曲
  - 「WILD DRIVE」（アニメ『遊☆戯☆王デュエルモンスターズ』OP曲）作詞・作曲・編曲
  - 「WILD&DELICATE」作詞・作曲・編曲
  - 「この島で君と」[8]（みやけエコネット 三宅島復興支援ソング）作詞・作曲・編曲
  - 「WINDS FROM MIYAKE」（みやけエコネット 三宅島復興支援ソング）作曲・編曲
- ピヨチュンガーホーズ - 「エコキッズのテーマ」（BS-i『週刊ECOキッズ!』テーマ）作詞・作曲・編曲
- ♪鳥くん
  - 「わずかな時間」（BS-i『週刊ECOキッズ!』テーマソング）作詞・作曲・編曲
  - 「あびしるべ」（我孫子市インフォメーションセンター「あびしるべ」テーマ）作詞・作曲・編曲
- 三令-mirei　- 「我孫子の風」（我孫子市インフォメーションセンター「あびしるべ」テーマ）作詞・作曲・編曲
- みっちー&ながっち、三令-mirei - 「うなきちパラダイス」（我孫子のゆるキャラ「手賀沼のうなきちさん」の応援ソング）作詞・作曲・編曲
- ♪鳥くん&ソノライフ - 「ハクチョウの街」[9]（新潟市の鳥「ハクチョウ」のテーマソング）共編曲（w/ソノライフ）作詞・作曲

### 提供
- 滝沢秀明
  - 「Girl Friend」作詞・作曲
  - 「大切にしなよ」作詞・作曲
  - 「BELIEVE」作詞・作曲
  - 「瞳を閉じて」（w/ジャニーズJr）作詞・作曲
- KAT-TUN - 「ピカピカⅡ」作詞・作曲
- 関ジャニ∞ - 「STANCE」作詞・作曲
- KinKi Kids - 「HEY!和」（『D album』収録）作詞・作曲
- Ya-Ya-yah - 「Up Down Ya-Ya-yah」作詞・作曲
- ジャニーズJr・B.I.G- 「ネコネコロケット」（『ザ少年倶楽部』ED）作詞・作曲
- ジャニーズJr
  - 「ラブレター」（『ザ少年倶楽部』ED）作詞・作曲
  - 「好きなだけTODAY」作詞・作曲
- Misty
  - 「ギザギザMAKE A MOTION」（アニメ『突撃!パッパラ隊』OP）（編曲：増田隆宣）作詞・作曲
  - 「ワナワナ」（アニメ『突撃!パッパラ隊』ED）作曲
  - 「しっとマスクのテーマ」（アニメ『突撃!パッパラ隊』挿入歌）作曲

## 出演番組

### テレビ
- 日立 世界・ふしぎ発見!（2012年8月29日、TBSテレビ）
- ナニコレ珍百景（2014年3月4日・11月5日、2015年3月4日、テレビ朝日）
- NMBチーム別でやったんで!祭り～チームM編 「M子の部屋」（2014年3月30日、スカパー!）
- 人生が変わる1分間の深イイ話（2014年4月20日、日本テレビ）
- モーニングバード（2014年7月8日・10月27日、2015年6月17日・7月8日、テレビ朝日）
- 今日感テレビ（2014年7月10日、RKB）
- ひるまえ ほっと（2014年8月15日、NHK総合）
- NMBとまなぶくん104（2015年4月30日、関西テレビ）
- ノブナガ（2015年6月6日、CBCテレビ）
- Nスタ（2015年7月9日・7月14日・11月14日、TBSテレビ）
- ネクストブレイク 変ラボ（2015年7月27日、日本テレビ）
- ダウンタウンなう（2015年8月14日、フジテレビ）
- なないろ日和!（2015年9月9日・船橋編、テレビ東京）
- ワケあり!レッドゾーン（2015年9月13日・24日、読売テレビ）
- チャージ730!（2015年11月5日、テレビ東京）
- 世界一奇妙なクイズ（2016年2月16日、テレビ朝日）
- ぐるぐるナインティナイン（2016年3月3日、日本テレビ）
- 中川翔子のマニア★まにある（2016年3月12日、BS日テレ）
- 日本人の3割しか知らないこと くりぃむしちゅーのハナタカ!優越館（2016年12月20日、テレビ朝日）
- ペットの王国 ワンだランド（2016年12月27日、テレビ朝日）
- 情報ライブ ミヤネ屋（2021年6月3日他、日本テレビ）[10]

### ラジオ
- 夜な夜なニュースいぢり X-Radio バツラジTBSラジオ、2007年2月22日、2008年4月23日）
- TOMORROW（J-WAVE、2007年5月17日）
- 大沢悠里のゆうゆうワイド（TBSラジオ、教えてさかなクン（2007年7月3日）・聴けば春来る1週間・春告鳥2015年2月18日）
- OH! MY RADIO（J-WAVE、2008年6月9日）
- 荒川強啓 デイ・キャッチ!（TBSラジオ、2009年5月14日）
- HAPPINESS TEPCO EARTH HUMMING（J-WAVE、2009年8月9日）
- テリーとたい平のってけラジオ・動物の疑問すべて解決スペシャル（ニッポン放送、2009年10月19日）
- まるごと千葉60分・秋からはじめよう野鳥観察（NHK千葉、2009年10月30日）
- Kakiiin・カキーン（TBSラジオ、2010年1月15日）
- グッチ裕三 日曜うまいぞぉ!（文化放送、2011年2月13日）
- 上柳昌彦 山瀬まみ ごごばん!（ニッポン放送、2011年5月6日・7月29日）
- シンクロのシティ（TOKYO FM、2011年6月7日）
- E-ne=アグリカルチャー・♪鳥くんが語る!映画「ライフ-いのちをつなぐ物語-」の魅力（FM横浜、2011年8月31日）
- 石井竜也のディア・フレンズ（TOKYO FM、2011年9月30日）
- ヨコハマろはすウィークエンドスペシャル（ラジオ日本、2012年5月18日）
- くにまるジャパン・おもしろ人間国宝（文化放送、2012年10月25日）
- レコメン!（文化放送、2013年7月30日）
- シシド・カフカのオールナイトニッポン0(ZERO)（ニッポン放送、2013年10月31日）
- いとうせいこう GREEN FESTA（文化放送、2013年12月30日、2014年5月5日・12日）
- J-WAVE TOKYO MORNING RADIO（J-WAVE、2014年4月10日）
- たまむすび（TBSラジオ、2014年7月23日・9月26日、2016年12月29日）
- face（JFN、2014年8月4日）
- 田中みな実 あったかタイム（TBSラジオ、2015年4月4日）
- TOKYO GAS Curious HAMAJI（bayfm、2015年8月29日・9月5日）
- 「POP UP!～ふくろうカフェの魅力について電話出演」（J-WAVE、2016年2月22日）
- Morning Cruisin（bayfm、2015年10月31日）
- お散歩ラジオ番組 吾輩は犬である（TOKYO FM、2015年11月8日・15日）
- DAY BY DAY（TOKYO FM、2017年1月4日）
- 土屋礼央 レオなるど（ニッポン放送、2017年3月14日）

## 連載
- 月刊BIRDER（文一総合出版）
  - 「ぶらり鳥見さんぽ道」
  - 「お近づき」
  - 「がんばれ鳥組!近づき」
- 子供の科学（誠文堂新光社）
  - 「野鳥と遊ぼ!」
  - 「レンズの向こうはワンダーランド!」